# Morzyczyn, Tỉnh West Pomeranian
Morzyczyn [mɔˈʐɨt͡ʂɨn] (tiếng Đức: Moritzfelde) là một ngôi làng thuộc khu hành chính của Gmina Kobylanka, thuộc hạt Stargard, West Pomeranian Voivodeship, ở phía tây bắc Ba Lan. Nó nằm khoảng 8 kilômét (5 mi) về phía tây của Stargard và 24 km (15 mi) về phía đông của thủ đô khu vực Szczecin.
Trước năm 1945, khu vực này là một phần của Đức. Đối với lịch sử của khu vực, xem Lịch sử của Pomerania.
Làng có dân số 859 người.